# 沖縄県道62号線
沖縄県道62号線（おきなわけんどう62ごうせん）は、沖縄県那覇市小禄と豊見城市名嘉地とを結ぶ一般県道。

## 概要

### 区間
- 起点・那覇市字小禄（沖縄県道7号奥武山米須線）
- 終点・豊見城市字名嘉地（沖縄県道231号那覇空港線）
- 総延長・2.2km（実延長も同じ）

### 通過自治体
- 那覇市－豊見城市

### 交差する路線
- 沖縄県道7号奥武山米須線（起点）
- 沖縄県道231号那覇空港線（終点・2006年に国道331号から降格（1989年に小禄バイパス開通したため））

### 主要施設
- 那覇市役所 小禄支所（那覇市宇栄原）

### 路線バス
那覇バス市内線の9番・小禄石嶺線と11番・安岡宇栄原線が全区間通っている（ただし9番は大嶺廻りのみ大嶺入口 - 宇栄原入口は除く）。かつては市外線の糸満（小禄）線が小禄 - 宇栄原の区間を通っていたが2003年（平成15年）に廃止された。

## 歴史・特徴
- 1953年（昭和28年）に琉球政府道小禄高良線として指定。1965年（昭和40年）に琉球政府道62号線となり、1972年（昭和47年）の本土復帰と同時に県道62号線となった。
- 本土復帰直後の1年余り、那覇市山下町 - 赤嶺間の国道331号が米軍基地内だったため使用できず、代わりに那覇市奥武山 - 小禄の県道7号とこの路線が那覇 - 糸満の重要な道路として使われていた。1973年（昭和48年）にようやく国道部分が返還され通行できるようになった。またこの辺一帯の米軍基地は自衛隊部分を除き、全面返還され街づくりで大きく変貌した。かつてはこの路線を経由して糸満行きのバスが運行していたが、現在は廃止されている。